# Vigna richardsiae
Vigna richardsiae är en ärtväxtart som beskrevs av Bernard Verdcourt. Vigna richardsiae ingår i släktet vignabönor, och familjen ärtväxter. Inga underarter finns listade i Catalogue of Life.